# Karwar
Karwar (Kannada: ಕಾರವಾರ Kāravāra, Konkani: कारवार Kārvār) ist eine Stadt im indischen Bundesstaat Karnataka mit 77.000 Einwohnern (Volkszählung 2011).
Karwar liegt rund 520 Kilometer nordwestlich von Bengaluru an der Küste des Arabischen Meeres nur 20 Kilometer von der Grenze zum Nachbarbundesstaat Goa entfernt im Nordwesten Karnatakas. Die Stadt ist Verwaltungssitz des Distrikts Uttara Kannada. Karwar liegt eingezwängt zwischen der Mündung des Kali-Flusses im Norden und einem Ausläufer der Westghats im Süden, die hier bis direkt an die Küstenlinie vordringen und den ebenen Küstensaum unterbrechen.
Karwar verfügt über einen Naturhafen an der Kali-Mündung. Jährlich werden hier rund 2,4 Millionen Tonnen Fracht umgesetzt. Parallel zur Küste verlaufen die nationale Fernstraße NH 17 und die Konkan Railway, die Karwar mit Mangaluru im Süden und Mumbai im Norden verbinden.
Die Hauptsprache in Karwar ist wie im benachbarten Goa Konkani. Als Amtssprache dient wie in ganz Karnataka das Kannada. Einige Konkani-Aktivisten in Karwar fordern einen Anschluss an Goa.